# Gestão de compras
Atualmente, a gestão de compras é tida em conta como um fator estratégico nos negócios das empresas, focalizando o volume de recursos, sobretudo, financeiros. A função desta atividade que compactua com todos os departamentos, tem como objetivo de eficiência a obtenção dos materiais certos, das quantidades corretas, das entregas atempadas e dos preços mais vantajosos. Relativamente aos produtos ou serviços finais são necessários gastos nas compras de componentes para a produção dos mesmos. Tais gastos refletem entre 50 a 80% do total das receitas brutas. Como tal, evidenciam-se grandes impactos nos lucros quando são gerados pequenos ganhos devidos a uma melhoria na produtividade. Por este e outros fatores, como a reestruturação tecnológica das empresas, torna-se cada vez mais importante a atualização da informação e o dinamismo por parte das pessoas que trabalham nesta área. Os departamentos de compras têm como principais responsabilidades a escolha de fornecedores adequados e a negociação de preços. É correto afirmar que são necessários contribuições de outros departamentos tanto para a pesquisa e avaliação de fornecedores como para a negociação de preços. Segundo a observação anterior, e num sentido amplo, induz-se também que comprar é uma responsabilidade de todos. A gestão de Compras é um dos setores mais importante da empresa.

## O ciclo de compras
O processo de requisição de materiais, sejam eles de qualquer tipo, é definido pelo ciclo representado na Figura 1:

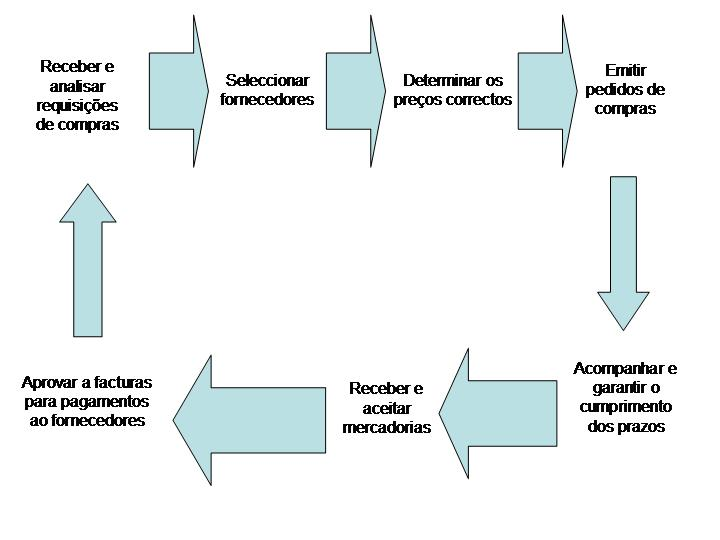
Figura 1 : Ciclo de Compras

O ato de comprar deriva de uma tomada de decisão baseada na observação de certos fatores. Estes podem ser orientados em 3 categorias de exigências:
Quantidade
A evolução dos mercados é a condição que determina a quantidade a adquirir, sendo que esta sugere de forma preponderante a maneira de como o produto será utilizado. O custo de produção é então fortemente influenciado pela quantidade adquirida.
Preço
As exigências de preço têm por base o estudo do produto perante os desenvolvimentos de mercado e o seu valor econômico.
Funcional
A exigência funcional é a categoria mais importante por ser aquela que regula as outras exigências. No que diz respeito ao produto, a alienação da sua forma com o seu desempenho revela dificuldades para uma prospecção de sucesso, isto porque o mesmo passará pela satisfação a níveis estéticos ou práticos por parte do cliente. Destaca-se ainda a interligação existente entre a funcionalidade e a qualidade para que o produto tenha êxito no mercado. Com vista à obtenção de qualidade, o planejamento surge como principal fator por tratar do projeto, produção e utilização do produto. Posto isto, o produto é então avaliado qualitativamente pelo consumidor final.

## Seleção defornecedores
Atualmente, as empresas necessitam cada vez mais de desenvolver produtos com qualidade e capazes de concorrer no mercado. Para que tal seja possível, são necessários bons fornecedores com capacidade de garantirem materiais de qualidade, bons prazos de entrega e preços acessíveis. Para o discernimento da melhor opção a tomar, os departamentos de compras analisam os fornecedores utilizando critérios de baixo custo e qualidade.
O fornecimento à empresa pode ser caracterizado segundo três fontes:
Fonte única
O Fornecimento segundo fonte única requer exclusividade, devido à tipologia do produto ou a especificações por parte do fornecedor.
Fonte múltipla
Tal como o nome indica, são utilizados mais do que um fornecedor, o que dá azo a uma maior concorrência entre si, desencadeando melhores preços e serviços para as empresas.
Fonte simples
Este tipo de fornecimento requer planejamento por parte das empresas. Compactua-se com um fornecedor, escolhido entre vários, com o intuito de um fornecimento por longo prazo.

### Escolha e seleção defornecedores
Tendo em consideração os dois critérios utilizados pelos departamentos de compras para a escolha de fornecedores, existe também a necessidade de se atentar à suas estruturas e aos seus aspectos técnicos de forma a que permitam o suporte necessário para a realização dos produtos propostos. Outros aspectos a ter em conta na escolha, são os serviços pós-venda, relegando importâncias para o seu sistema de suporte, e a localização do fornecedor, que deve ser o mais próximo possível do contratante para evitar falta de matéria-prima ou produtos.
Após a escolha, procede-se à seleção de fornecedores com base no enquadramento do produto. Para tal, pode ser utilizado um método de classificação onde são atribuídos pontos com ponderações por cada característica constante no controle de compras.

## Negociação em compras
A negociação em compras é um fator importante no que diz respeito, por exemplo, à negociação de preços entre profissionais de vendas e o negociador da empresa. A negociação é baseada nas teorias das decisões, na comunicação e na sociologia. No desenvolvimento de um processo de negociação é fundamental ter um domínio relativamente grande quanto ao que se negocia, uma vez que, é a compra de milhares de produtos, com valores dos próprios, que está a ser discutida.
Para o desenvolvimento de políticas de negociação enquadradas com a importância dos itens, a matriz de posicionamento de compras surge como apoio ao negociador na sua argumentação (Figura 2).

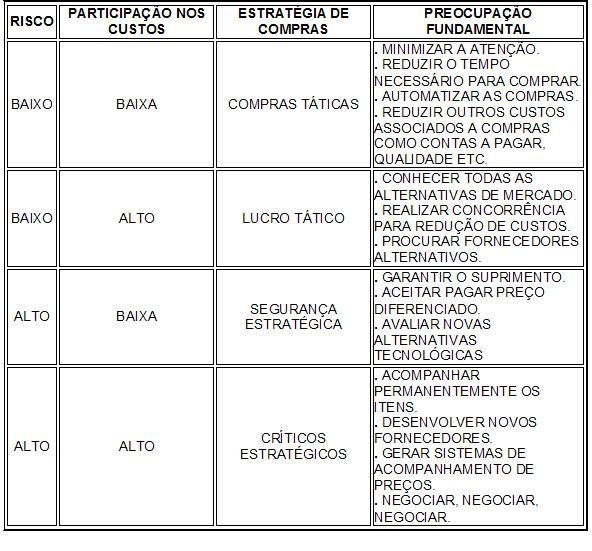
Figura 2 : Matriz de posicionamento em compras

Analisando a matriz da Figura 2, observa-se que os ganhos mais significativos dizem respeito aos itens agrupados nas categorias: lucro tático; crítico estratégico.
Os riscos relacionados com o fornecimento são elaborados mediante a seleção e escolha dos fornecedores mencionados anteriormente.
Outro fator a considerar refere-se à relação existente entre a oferta e a procura. Para tal, torna-se necessária uma avaliação da procura de uma empresa relativa ao mercado total. Sendo assim, é também importante uma análise referente à relação entre o fornecedor e a produção total do mercado.
Um dos problemas inerentes a este processo prende-se com a hipótese da empresa em causa ter uma fraca participação nas vendas do fornecedor. Este fator condiciona o poder de argumentação na negociação. Como contrabalanço poderá surgir uma forte competição entre fornecedores para os mesmos itens.

## estoque
Para uma melhor compreensão sobre os estoques consideram-se dois fatores: quanto maior for o estoque numa empresa maior é a quantidade de capital imobilizado e nunca deve faltar produto para venda.Quando o objetivo das empresas passa por garantir o menor volume de [estoque] possível, correm muitas vezes o risco de perder vendas por falta de produtos. Para mais, consoante o negócio em causa, salientam-se ainda a sazonalidade envolvida e o fato de que produtos diferentes possuem médias de entrada e saída diferentes.
Com o intuito de garantir o equilíbrio nestes dois aspectos, as empresas devem ter a capacidade de reunir o máximo de informação possível. Os históricos de vendas por produto e por ano são dois exemplos que se devem ter em consideração.Para a minimização de estoques, deve-se ter ainda ponderação quanto aos prazos de entrega dos fornecedores, isto é, quanto menores forem os prazos menores serão os estoques.

### Controle de compras e estoques.
Para a optimização dos volumes de compras o planejamento de estoques surge como elemento essencial devido à ligação que efetua com a produção e as vendas.
Para o desenvolvimento desta atividade devem de se ter em conta os seguintes critérios:
- Atualizar constantemente o custo de cada produto;
- Determinar os períodos de compra e dos tamanhos dos lotes de cada produto para cada fornecedor;
- Estabelecer o estoque de segurança, mínimo e máximo para cada produto;
- Planejar constantemente as quantidades de estoque, baseadas em previsões de vendas;
- Controlar a disponibilidade do estoque para eventuais faltas repentinas;
- Comparar o custo de cada produto com o custo de o colocar em estoque;
- Controlar o estoque físico diariamente;
- Realizar inventários periódicos com a finalidade de se compararem com os dados de controle de estoque;
- Colocar o estoque em local estratégico;
- Identificar, ordenar e etiquetar os produtos;
- Codificar os produtos para uma consulta mais rápida;
- Atualizar os sistemas de informação para obter acessos e consultas rápidas de quantidades disponíveis de cada produto em estoque.

### Importância do estoque de segurança
O estoque de segurança deriva de incertezas como atrasos de reabastecimento de estoque, rendimentos de produção abaixo das expectativas, desvios na previsão de vendas, entre outros. O dimensionamento ideal para este tipo de estoque é a componente mais difícil de obter. Por um lado, o excesso de estoque origina custos de manutenção, financeiros (capital imobilizado) e de armazenagem. E, por outro lado, o déficit de estoque origina perdas de vendas (devido a rupturas de estoque) e preterição de pedidos (backorders), que levam a um nível de serviço insatisfatório para o cliente. Como tal, a principal questão relativa ao dimensionamento de estoque de segurança passa pela determinação do estoque mínimo, que irá garantir o nível de serviço ao cliente, pretendido pelas empresas.
Os custos de manutenção de estoque ou de vendas perdidas são, normalmente, ignorados por não serem registrados na contabilidade das empresas. É recorrente a falta de informação, por parte das empresas, sobre os custos de excesso ou de falta de estoque em um determinado período da operação. Para avaliar a situação de estoque é necessário uma análise destes custos de maneira a que o seu desconhecimento não provoque outros custos desnecessários.
Outro fator a ter em conta para um correto dimensionamento de estoque de segurança, é a utilização da meta de vendas para as empresas que a utilizam como previsão da procura. A sobrevalorização da meta, em relação à procura real ou provável, implica um acréscimo de estoque ao mínimo necessário.
Algumas empresas utilizam outro tipo de processos para a formação de estoque de segurança. A utilização de uma porcentagem da procura para o lead time é um exemplo disso. Neste processo a empresa atribui, por exemplo, 50% da procura no lead time para a formação de estoque de segurança. Deste modo, se a empresa tiver uma expectativa de venda de 100 unidades de um determinado produto durante o lead time, 50 unidades desse produto serão mantidas em estoque para eventuais variabilidades da expectativa inicial.
Por vezes, o sector de compras de uma empresa solicita os produtos com um certo tempo de antecedência devido a eventuais atrasos do(s) fornecedor(es) sem ter em consideração as estatísticas de atrasos dos mesmos. Este processo incorre num aumento desnecessário do lead time de compra, aumentando também o tempo de capital em estoque.
Com o intuito de se reunir o máximo de informação possível para a definição de estoque, é necessário analisar todo o processo logístico desde a requisição de um pedido até o atendimento ao cliente. Após a análise, torna-se possível a definição de indicadores referentes às incertezas de todo o processo assim como a sua quantificação.Perante tal, é de extrema importância a elaboração de uma base de dados contendo séries históricas dos indicadores com informações sobre o seu comportamento ao longo do tempo.

### Dimensionamento de estoque de segurança
A disponibilidade do acesso a informações referentes às incertezas torna possível o dimensionamento do estoque mínimo desejado para o nível de serviço ao cliente. Este dimensionamento tem por base o cálculo probabilístico referente, neste caso, a produtos em estoque que são necessários num dado período. A curva da distribuição normal (Figura 3) é uma das mais utilizadas neste tipo de cálculos pelo fato de possibilitar a determinação da probabilidade de ocorrência de um valor dentro de um certo intervalo, denominado por intervalo de confiança.

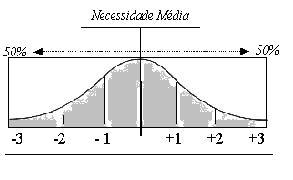
Figura 3 : Curva da distribuição normal

Sendo a curva da distribuição normal simétrica em relação à sua média, é dedutível que possam existir probabilidades idênticas para uma necessidade maior ou menor que a esperada.
É esta a abordagem probabilística que permite então o cálculo do estoque de segurança.

### A formação doestoquede segurança com base no modelo clássico
O modelo clássico baseia-se no dimensionamento de estoque de segurança através da conjugação das variabilidades da procura e do lead time. Este modelo é conhecido como modelo de ponto de pedido por ser aberta uma requisição de um pedido assim que o nível de estoque fica abaixo de um determinado valor, designado por ponto de reposição.
Durante o ''lead time'' a procura tem um valor esperado, calculado pelo produto entre o ''lead time'' médio e a procura média por unidade de tempo. Assim, o estoque é formado com base nas possíveis variabilidades da procura durante o ''lead time''.
As Figuras 4 e 5 demonstram os efeitos de estoque de segurança mediante as duas incertezas.

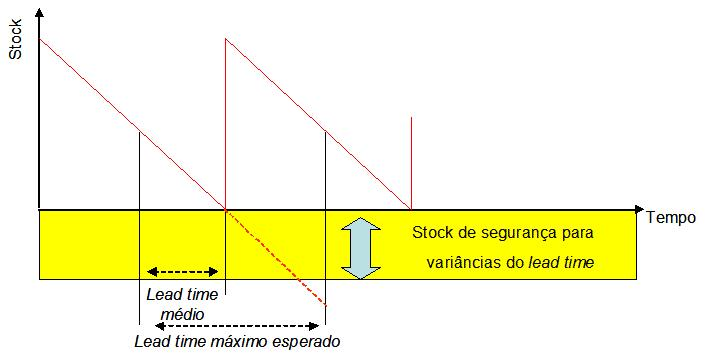
Figura 4 : Stock de segurança para variâncias do lead time

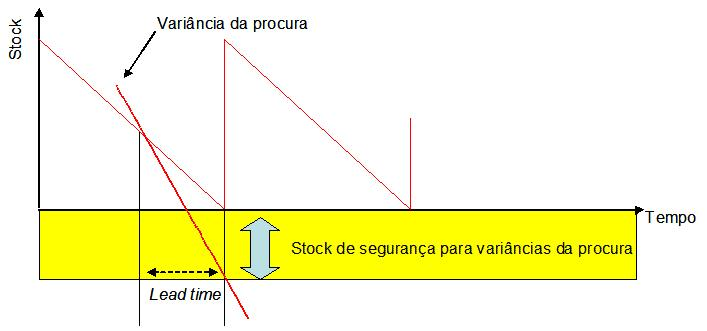
Figura 5 : Stock de segurança para variâncias da procura

Os gráficos das Figuras 4 e 5 demonstram o estoque máximo que vai diminuindo ao longo do tempo até ao ponto de reposição. É neste ponto que a requisição do pedido é feita. Perante as duas incertezas inerentes ao processo, sendo estas o nível da procura e o lead time, o estoque de segurança é determinado de acordo com dados históricos do nível de serviço ao cliente, das médias, dos desvios padrão da procura por unidade de tempo e do ''lead time'' de reposição.

### A formação doestoquede segurança em ambientes de planejamento
Os ambientes de planejamento baseiam-se no cálculo das necessidades de produtos através da previsão da procura. As vantagens deste tipo de ambientes prendem-se pela inclusão de variações das procuras previstas, como são o caso das sazonalidades, tendências de crescimento, entre outros. Porém, as metodologias exigidas apresentam uma complexidade maior de analise para o correto dimensionamento de estoque.Tomando como exemplo o MRP, por ser o sistema mais utilizado no planejamento de materiais, verifica-se uma base de cálculo baseada na necessidade líquida de um determinado produto num determinado período. Desta maneira, o sistema faz uma análise conjunta ao ''lead time'', à previsão da procura e ao estoque de segurança com a quantidade já requisitada, retirando o seu somatório ao estoque inicial. Se o resultado for negativo, é aberta uma requisição de pedido.O dimensionamento do estoque de segurança pode ser então calculado de duas maneiras mediante o processo da empresa em causa. Tanto o dimensionamento baseado na variabilidade da procura no ''lead time'' quanto o baseado na variabilidade da necessidade líquida, possuem um estoque de segurança dinâmico com flutuações mediantes as variações dos parâmetros. Este tipo de estoque apresenta grandes vantagens em relação ao estoque fixo, como é demonstrado na Figura 6.

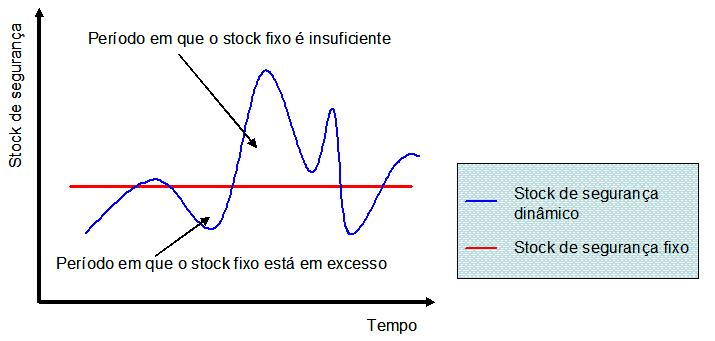
Figura 6 : Stock de segurança fixo Vs Stock de segurança dinâmico

O conhecimento e medição das incertezas inerentes aos processos logísticos de uma empresa, é então o principal fator para um bom dimensionamento de estoque de segurança, garantindo assim o nível de serviço desejado ao menor custo total.

## Desenvolvimento tecnológico na área de compras
As seções de compras das empresas estão em evolução. A necessidade de ampliação foi devida à competitividade do mercado perante volumes e valores negociados.
Este impacto originou um maior destaque das áreas de compras das empresas que, por sua vez, passaram a participar cada vez mais na gestão dos serviços para os clientes. Partindo deste cenário, ao invés de se verificarem aumentos dos lucros causados por aumentos dos preços dos produtos, a causa principal foi a redução dos custos de aquisições. Assim, os departamentos de compras têm, nos tempos correntes, uma capacidade estratégica e de realização de objetivos globais nas empresas. As prioridades competitivas destes departamentos resumem-se às reduções de custos, às entregas dentro dos prazos, à qualidade de aquisições e ao desenvolvimento de planos de compras de acordo com a situação em que a empresa se encontra. Sabendo que a definição do preço dos produtos é, hoje em dia, definida pelo mercado, os profissionais desta área têm como principal objetivo comprar a baixo custo.
Partindo do potencial inerente a este departamento, nos setores de estratégia e planejamento, surge uma nova abordagem de mercado onde as empresas terão que se adaptar para manter a competitividade. Nesta nova abordagem é exigida uma integração dos departamentos de compras com outros departamentos, e uma modificação nas tarefas típicas dos profissionais das áreas de compras, deixando o objetivo único de compradores profissionais para serem analistas e negociadores, num negócio mais amplo. Como tal, estes mesmos profissionais passam a ser mais valorizados no mercado de trabalho.
Esta evolução profissional é acompanhada por outra (Figura 7), ao nível dos serviços de comércio eletrônico, que capacita as empresas de melhores estratégias de compras, optimizações de processos, fortalecimentos do relacionamento com os fornecedores e de reduções de custos. Esta evolução tem um impacto de tal maneira significativo ao nível do mercado, que as empresas investem cada vez mais em soluções conhecidas como SRM (Supplier Relationship Management), gestão do relacionamento com os fornecedores, promovendo desta forma a automação dos processos de compras.
Com o aumento da procura na gestão do processo de compras, as empresas tendem a distribuir as responsabilidades para outros serviços como o outsourcing para fornecedores de serviços de compras. Este tipo de serviço é vantajoso porque permite uma maior disponibilidade de tempo às empresas para outro tipo de atividades.
Contudo, a eficácia do processo de compras não depende apenas da automação. É necessário um controle para a forma como o processo é conduzido, passando assim a área de compras a integrar o processo de logística e a fazer parte da cadeia de abastecimentos. Uma possibilidade é a digitalização do processo de compra através da utilização de plataformas de compra.